# František Kubka
František Kubka (4. března 1894, Praha – 7. ledna 1969, Praha) byl český novinář, prozaik, básník, germanista a překladatel.

## Život
František Kubka se narodil na pražském Žižkově v rodině úředníka, c. k. finančního asistenta Františka Kubky a jeho ženy Anny, rozené Fingerové.
Na Žižkově také maturoval na gymnáziu. Po maturitě začal studovat na Filozofické fakultě Karlovy univerzity, ale po začátku první světové války musel narukovat a v roce 1915 byl na ruské frontě zajat. Od prosince 1918 do dubna 1920 byl vojákem československých legií v hodnosti vojín. S legiemi prošel od Irkutska na Dálný východ. V Rusku se též oženil. Do Československa se František Kubka navrátil až v květnu 1921. Na konci téhož roku dokončil studia a získal doktorát na Filozofické fakultě.
Po návratu se uchytil jako sekretář v nábožensko-výchovné organizaci YMCA, čímž navázal na své zaměstnání u téže organizace na Dálném východě. V listu Prager Presse, což byl vládní deník tištěný německy, pracoval od roku 1927 v redakci pro zahraniční politiku. V rámci své profese často cestoval po východní i západní Evropě. Od roku 1937 byl zaměstnán na ministerstvu zahraničí, to však bylo po vzniku Protektorátu zrušeno. Patřil též do skupiny tzv. Pátečníků, kteří se scházeli u Karla Čapka. V době insigniády (1934) se postavil na stranu spisovatelů, kteří české nacionalistické studenty kritizovali.
Na přelomu let 1939 a 1940 byl internován v Berlíně. Po dobu války byl pracovníkem ministerstva školství, po obnovení Československa pracoval na ministerstvu informací. V letech 1946–1949 byl činný jako vyslanec v Bulharsku. V březnu 1948 byl v rámci očisty ministerstva zahraničí zařazen jako: "Zahraničí: Na dovolenou s čekatelným, s případným propuštěním ze státních služeb".
Od roku 1949 se František Kubka stal spisovatelem z povolání. V roce 1954 (při příležitosti 60. narozenin) mu byl udělen titul Zasloužilý umělec.
František Kubka zemřel 7. ledna 1969 v Praze.

## Dílo

### Knižní tvorba
Kubka byl autorem mnoha literárních studií a životopisů. Kromě toho překládal také z ruského a německého jazyka. Napsal také cestopis z Ruska Barvy východu, který vycházel z jeho zážitků z první světové války a jeho věznění v Rusku. Za druhé světové války publikoval svoje nejvýznamnější díla – historické novely (Skytský jezdec, Pražské nokturno, Karlštejnské vigilie).
Mezi nejvýznamnější díla Františka Kubky patří (v závorce první rok vydání):
- Božena Němcová (vydal V. Neubert a synové, 1941), výpravná monografie
- Skythský jezdec (vydal Fr. Borový, Praha, 1941), povídky
- Pražské nokturno (vydal Fr. Borový, Praha, 1943), novely
- Karlštejnské vigilie (vydal Fr. Borový, il. A. Strnadel, Praha, 1944), dílo podobné Dekameronu od Boccaccia, Karel IV. si povídá s přáteli (významnými osobnostmi)
- Palečkův úsměv a Palečkův pláč (vydaly Svobodné noviny Brno, 1946 a Lidová tiskárna Brno, 1948), dvoudílný román z prostředí 15. století, vystupuje v něm postava Jiřího z Poděbrad
- Sto dvacet dní (1950), Cizí město (1951) a Vítr z hlubin (1952), Československý spisovatel, samostatné části románového cyklu odehrávající se za druhé světové války, popisují proplétající se osudy hrdinů pobývajících v protektorátu a v zahraničí, zejména v Sovětském svazu – prostých občanů, odbojářů i příslušníků vojenských jednotek. Zakomponováni jsou i Němci, například fiktivní návštěva Adolfa Hitlera u umírajícího Reinharda Heydricha nebo různá jednání Karla Hermanna Franka
- Mnichov (Československý spisovatel, 1956), historický román z dob poloviny 20. až konce 30. let, ve kterém hlavní hrdina Jan Martinů cestuje se svou sovětskou manželkou Táňou zpět do své rodné země, aby poznal zdejší vyhrocenou atmosféru. V románu lze nalézt autobiografické rysy
- Na vlastní oči (1959), Hlasy od Východu (1960) a Tváře ze západu (1961), Československý spisovatel, vzpomínková trilogie, portréty světových osobností

### Překlady
- Výbor básní Valeria Catulla – Praha: Alois Hynek, 1910
- Hugideo – Joseph Victor Scheffel; in: 1000 nejkrásnějších novel... č. 65. Praha: J. R. Vilímek, 1914
- Schovávaná na schodech – Calderon. 1927
- Dramata prosou z mládí – J. W. Goethe; přeložili František Kubka (Götz z Berliching) a Otokar Fischer. Praha: František Borový, 1927
- Anna Karenina: román o osmi částech – L. N. Tolstoj. Praha: Henning Franzen, 1929
- Básně – Otto Pick; v překladech O. F. Bablera, Pavla Eisnera, Otokara Fischera, Jindřicha Hořejšího, Františka Kubky a Fráni Šrámka. Svatý Kopeček u Olomouce: O. F. Babler, 1931
- Po stopách lidského pokroku – Leon C. Marshall. Praha: Orbis, 1932
- Duch a čin: rozmluvy s Masarykem – Emil Ludwig; z rukopisu přeložili František Kubka a Vasil Kaprálek Škrach. Praha: Čin, 1935
- Slovo o pluku Igorově: Věnováno Rudé armádě-Osvoboditelce – přeložil ze staroruštiny; napsal doslov a poznámky; kresby a typografická úprava: Karel Svolinský. Praha: V. Neubert, 1946

### Filmografie
Na náměty z Karlštejnských vigilií byly natočeny filmy Alena (1947) a Slasti otce vlasti (1969).

### Novinářská činnost
Novinářské příspěvky Františka Kubky se v tisku objevují již ve dvacátých letech, krátce po jeho návratu z Ruska. Své postřehy zveřejňoval i v Přítomnosti.
V padesátých letech František Kubka hojně publikoval v Literárních listech; jednalo se o úvodníky i literárně-kritické články. Pravidelně přispíval do Rudého práva. Byl též autorem stanoviska k událostem v Maďarsku v roce 1956 Výpočty nepřátel se nikdy neuskuteční.